# Andrzej Macek
Andrzej Macek (ur. 23 marca 1992 roku w Ostrołęce) – polski sportowiec niepełnosprawny uprawiający koszykówkę na wózkach (klasyfikacja 1.5), reprezentant Polski w koszykówce na wózkach oraz koszykówce 3x3 na wózkach.
Srebrny medalista Mistrzostw Europy w Koszykówce 3x3 na wózkach 2024, brązowy medalista Mistrzostw Świata w Koszykówce 3x3 na wózkach 2025. Wybrany do dream teamu MŚ 3x3 2025 oraz ME 2023.